# Hibiscus multilobatus
Hibiscus multilobatus är en malvaväxtart som beskrevs av Juswara och Craven. Hibiscus multilobatus ingår i Hibiskussläktet som ingår i familjen malvaväxter. Inga underarter finns listade i Catalogue of Life.